# Végtelen világok
A Végtelen világok (eredeti cím: Crossworlds) 1996-os sci-fi film Rutger Hauer, Josh Charles, Andrea Roth, Stuart Wilson és Jack Black főszereplésével. Rendezője Krishna Rao. A speciális effekteket a Digital Drama készítette. A filmet Los Angelesben, Lone Pine-ban és a kaliforniai El Mirage Dry Lake-ben forgatták. 
A filmet 1996. február 14-én mutatták be.
Egy fiatalember a jó és a rossz közötti egyetemes csata közepén találja magát, egy transzdimenzionális helyen. Csak apja titokzatos kristály medálja és a hozzá tartozó elveszett jogar garantálhatja a győzelmet.

## Cselekmény
A főiskolás Joe-t belekeveredik egy harcba, ahol meg kell mentenie a világot a főellenség Ferris ellen. Joe örökbecsű medálja történetesen egy jogar kulcsa, amely egy másik dimenzió, a Keresztvilágok kapuit nyitja meg. Amikor Laura megjelenik, hogy ellenőrizze a kulcsot, és Ferris banditái támadásba kezdenek, a félig visszavonult kalandorhoz, A.T.-hez futnak segítségért és útmutatásért.

## Szereplők
- Rutger Hauer – A.T. (Alex), kalandor
- Josh Charles – Joe Talbot, diák
- Stuart Wilson – Ferris
- Andrea Roth – Laura
- Perry Anzilotti – Rebo
- Richard McGregor – Stu
- Jack Black – Steve
- Ellen Geer – Joe anyja
- Beverly Johnson – királynő

## Kritika
A Creature Feature 5-ből 2 csillagot adott a filmnek, mivel az alacsony költségvetést hátránynak találta.

## Fordítás
- Ez a szócikk részben vagy egészben  a   Crossworlds című angol Wikipédia-szócikk fordításán alapul.  Az eredeti cikk szerkesztőit annak laptörténete sorolja fel. Ez a jelzés csupán a megfogalmazás eredetét és a szerzői jogokat jelzi, nem szolgál a cikkben szereplő információk forrásmegjelöléseként.